# Josefsthal (Gemeinde Litschau)
Josefsthal (oder Josephsthal, früher auch Glashütten im Josephsthal) ist eine Ortschaft in der Stadtgemeinde Litschau im Bezirk Gmünd in Niederösterreich.

## Geografie
Die Streusiedlung befindet sich nordwestlich von Litschau im Hüttenforst und über die zentral gelegene Straßenkreuzung sind auch die Nachbarorte Haugschlag und Chlum u Třeboně (Chlumetz) gut erreichbar.
Am 1. April 2020 umfasste die Ortschaft 4 Adressen.

## Geschichte
Der mitten im Wald gelegene Ort bestand aus einem herrschaftlichen Meierhof (auch Käshof genannt) und weiteren, gemäß Schweickhardt insgesamt elf Gebäuden, in denen 34 Familien wohnten, wobei die Werkstatt eines Glasmachers zusammen mit den Gebäuden seiner Arbeiter den Großteil des Ortes ausmachte. Die Glashütte wurde 1819 errichtet, allerdings befanden sich hier auch früher schon zwei Glashütten. 
Im Franziszeischen Kataster von 1823 wird die Ortslage unter der Bezeichnung Hüttenhof genannt. Darunter versteht man den heute teilweise abgebrochenen Forsthof samt Nebengebäuden sowie den gegenüberliegenden Ansitz, die beide zu Schloss Seilern gehören, und der genannten Glashütte.
Der Name verweist auf Joseph Johann von Seilern, der die Ortslage ausbaute und 1819 auch die Genehmigung zur Errichtung der Glashütte erteilte.

## Sehenswürdigkeiten
An der Straßenkreuzung befindet sich eine Kapelle mit einem hölzernen Glockenturm (Listeneintrag). 